# 中村蘭台 (2代)

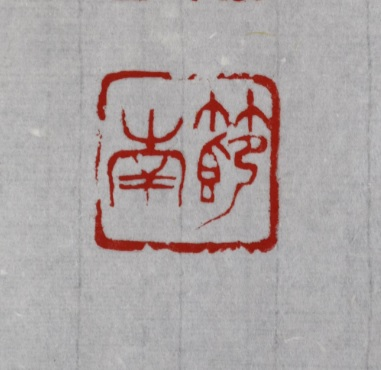
二世中村蘭台作 雅号印

二世 中村 蘭台（にせい なかむら らんだい、1892年（明治25年）10月11日 - 1969年（昭和44年）7月4日）は、近代日本の篆刻家。東京都出身。
初世中村蘭台の次男。名は秋作。号ははじめ石田（せきでん）、のち初代の名を名跡として襲名し蘭台とした。初世の拓いた木印の技術を習得し優れた作品を遺した。1961年（昭和36年）に篆刻家としては初めて日本芸術院賞を受賞した。
昭和2年横山大観より刻印を依嘱されたのを縁に晩年まで続く。また同36年には天皇陛下の御下命で御印を謹刻する。

## 著書
- 『中村蘭台作品集』　1966年